# كرايغ فونغ
كرايغ فونغ (بالإنجليزية: Craig Fong)‏ هو ممثل أسترالي، ولد في 22 أكتوبر 1970 في Carnarvon, Western Australia ‏ في أستراليا.

## وصلات خارجية
- كرايغ فونغ على موقع IMDb (الإنجليزية)
- كرايغ فونغ على موقع قاعدة بيانات الفيلم (الإنجليزية)